# Hubertus von Hohenlohe
Hubertus von Hohenlohe-Langenburg, né le 2 février 1959 à Mexico, est un skieur alpin mexico-liechtensteinois, qui a défendu les couleurs mexicaines en ski. Il est le second fils du prince Alfonso de Hohenlohe-Langenbourg (1924-2003) et de la princesse Ira von Fürstenberg (1940-2024), nièce du milliardaire Agnelli.

## Palmarès

### Jeux olympiques
| Épreuve / Édition   | Descente | Super G | Slalom géant | Slalom  | Combiné |
| JO 1984 Sarajevo    | 38e      | —       | 48e          | 26e     | —       |
| JO 1998 Calgary     | 43e      | 42e     | 52e          | 30e     | Abandon |
| JO 1992 Albertville | 38e      | 70e     | —            | —       | 36e     |
| JO 1994 Lillehammer | 48e      | —       | —            | —       | —       |
| JO 2010 Vancouver   | —        | —       | 78e          | 46e     | —       |
| JO 2014 Sotchi      | —        | —       | —            | Abandon | —       |

### Coupe du monde
- Meilleur classement général : 42e en 1982.
- Meilleur résultat : 5e.

## Famille
Issu de la Maison de Hohenlohe qui fut médiatisée en 1806, Hubertus-Rudolf von Hohenlohe-Langenburg est un descendant de la reine Victoria du Royaume-Uni et du roi Christian IX de Danemark, surnommés la grand-mère et le grand-père de l'Europe. Il cousine avec toutes les têtes couronnées d'Europe. Ses parents sont connus pour être deux jet-setters internationaux. Il vit lui-même à Marbella, station balnéaire espagnole lancée par son père dans les années 1960-1970. Il fait ses études en pension en Autriche, pays dont il a la nationalité, et qui lui donne l'attrait du ski pendant ses années d'études dans le Vorarlberg. Il se lance après une vie oisive dans le sport alpin, puis la photographie et la chanson.
En 2006, il est frappé par la mort de son frère Christoph, emprisonné en Thaïlande pour détention de faux papiers et mort de manière non élucidée.